# انتفاضة صفر
انتفاضة صفر أو انتفاضة الأربعين هي انتفاضة في العراق قام بها الشيعة نتيجة منعهم من السير إلى كربلاء في ذكرى الأربعين عام 1977م / 1397 هـ .

## خلفية
قرر النظام الحاكم في العراق منع الشيعة من إحياء ذكرى عاشوراء وهو يوم مقتل الحسين بن علي وأصحابه وأهل بيته في واقعة الطف وذكرى الأربعين وهو مُضي أربعين يوماً على مقتل الحسين ويحيي الشيعة هذين المناسبتين بإقامة مجالس العزاء والسير إلى كربلاء فكان قرار منع إقامة هذه الشعائر دافعاً لهم للانتفاض ضد السلطة وإقامة الشعائر رغم المنع فقام البعض بتعليق منشورات في شوارع وأزقّة النجف تدعو أهالي المدينة إلى المشاركة في المسير إلى كربلاء مما أدى إلى شن حملة اعتقالات واسعة في المحافظة من قبل قوات الأمن ولكن هذا لم يمنعهم من مواصلة الحراك والدعوة إلى المسير إلى كربلاء وحددوا الساعة الحادية عشر من صباح الخامس عشر من شهر صفر موعداً لانطلاق المسيرة.

## مجريات الأحداث
قبل أيام قليلة من بدء الانتفاضة حاول النظام تدارك الموقف وعقد اجتماعاً مع قادة المواكب ومجالس العزاء في النجف إلا أن هذه الاجتماعات لم تسفر عن نتيجة حيث أصرَّ أهالي النجف على المسير إلى كربلاء رغم التهديد من قبل محافظ النجف جاسم محمد الركابي والسلطات الأمنية فيها .

### 15 صفر
صباح 4 فبراير 1977 م / 15 صفر 1397 هـ خرجت جماهير غفيرة من مناطق النجف الرئيسية وهي البراق والمشراق والحويش والعمارة وهي تجوب شوارع المدينة متوجهة إلى مرقد الإمام علي وهم يرددون أهازيج منددة بمنع شعائرهم مثل (أهل النجف يا أمجاد راياتكم رفعوها) و(إسلامنا ما ننساه أيسوا يا بعثية) وواصلت الجموع مسيرها إلى كربلاء وخاضوا صدامات دامية مع قوات الأمن المنتشرة في الطريق وصولاً إلى منطقة خان الربع حيث قضى السائرون ليلتهم فيه .

### 16 صفر
يوم 5 فبراير 1977 م / 16 صفر 1397 هـ كان يوماً حافلاً حيث واصلت الجموع مسيرها إلى كربلاء وكانت دوريات الشرطة والأمن تلاحقهم على الشارع العام وهي تهددهم وتأمرهم بالرجوع إلى النجف إلا أن الحشود لم تكترث إلى تهديداتهم وبقيت تواصل سيرها إلى كربلاء حتى وصلوا إلى منطقة خان النص عصر هذا اليوم حيث توقفت المسيرة للاستراحة والمبيت فيها وواصلت مجاميع من الشباب الحراسة ليلاً خوفاً من أي هجوم محتمل من قبل دوريات الشرطة والأمن التي كانت تجوب المنطقة .

### 17 صفر
صباح يوم 6 فبراير 1977 م / 17 صفر 1397 هـ تحركت المسيرة من منطقة خان النص باتجاه كربلاء والجموع تردد الأهازيج المختلفة والحماسية وبعد ابتعادها عن المنطقة قامت مجاميع من قوات الأمن بالهجوم على مؤخرة المسيرة وإطلاق النار عليها مما أدى إلى سقوط أول قتيل في الانتفاضة وهو محمد الميالي مما أدى إلى تحرك مئات الشباب الغاضبين إلى مراكز الشرطة القريبة والهجوم عليها وتدميرها وأخذت جموع كبيرة بالالتحاق بالمسيرة من النجف وبعض المناطق القريبة من كربلاء حتى وصلت المسيرة إلى منطقة خان النخيلة حيث تقرر الاستراحة والمبيت فيه إلى صباح اليوم التالي وقد التحقت القبائل المحيطة بالمنطقة بالمسيرة بعد أن اتجه العشرات اليهم لدعوتهم للمشاركة حيث جاء الآلاف إلى المنطقة وهم يرددون أهازيج عراقية مختلفة منها (أسمع العباس ناده ياهلّه بهاي الضيوف....إشلون أأدي هلتحيه واني مكطوع الجفوف)

### 18 صفر
عصر يوم 7 فبراير 1977 م / 18 صفر 1397 هـ أرسلت الحكومة العراقية أحد خدمة الروضة الحيدرية لتدارك الموقف وإيقاف المسيرة وأخذ بتهديد السائرين وشتمهم إلا أنه لم يأتِ بنتيجة فعاد إلى النجف دون أن يأتي بأي نتيجة وفي المساء هطلت الأمطار بغزارة واشتدّ البرد ليلا مما أعاق تقدم قوات الحرس الجمهوري التي وصلت إلى المسيب استعداداً لضرب المسيرة بعد ذلك قامت المرجعية الشيعية متمثلة بالسيد محمد باقر الصدر مؤسس حزب الدعوة بإرسال محمد باقر الحكيم لتوجيه الإرشادات اللازمة إلى جماهير المسيرة والمشاركة معها مما ساعد برفع معنويات الجماهير وحماسها فقد أكد الحكيم لهم بأنه مستعد أن يكون بينهم وأن يواصل المسيرة معهم إلى كربلاء .

### 19 صفر
قارب المسيرة الوصول إلى مدينة كربلاء يوم 8 فبراير 1977 م / 19 صفر 1397 هـ وهو يصادف ليلة الأربعين وهنا تصاعد غضب رئاسة الجمهورية وسخطها وقامت بإرسال اللواء المدرع العاشر إلى طريق كربلاء لاعتراض المسيرة حتى وصل الأمر إلى إرسال طائرات ميغ 23 إلى المدينة وإعطائها الأمر بإطلاق النار إن استدعى الأمر وبعد وصول المسيرة إلى مشارف كربلاء كانت في استقبالهم مجموعة من الدبابات والسيارات المصفحة وسيارات الشرطة ومئات المسلّحين وهم يتأهبون لإطلاق النار ومنع تقدم الجموع إلى كربلاء وقامت هذه القوات بإلقاء القبض على أعداد كبيرة من الشباب والنساء وكبار السن بعد محاصرتهم إلا أن مجاميع كبيرة تمكنت من الفرار وإكمال المسير عبر طرق فرعية أخرى وصولاً إلى العتبة العباسية والروضة الحسينية

### 20 صفر
كان يوم 9 فبراير 1977 م / 20 صفر 1397 هـ يوماً حافلاً في كربلاء حيث يوافق ذكرى الأربعين وكان الآلاف يتجمهرون حول العتبة العباسية والروضة الحسينية وهم يؤدون مراسم الزيارة والعزاء حتى أشاعت قوات الأمن أنباء تشير إلى وجود قنبلة موقوتة داخل ضريح الإمام الحسين مما أدى تولد الذعر في نفوس الجموع التي كانت في داخل الضريح وهنا استغلت القوات الأمنية الفرصة وقامت بإلقاء القبض على مجاميع كبيرة من الشباب ونقلهم إلى المعتقلات القريبة وكان من بين المعتقلين السيد محمد باقر الحكيم مما أدى إلى إضراب في الحوزة العلمية أعلنه محمد باقر الصدر .

## ردود الأفعال
- : استنكر السيد موسى الصدر زعيم حركة أمل في تلك الفترة أعمال العنف ضد الشيعة في العراق مطالباً بوقف أعمال العنف ضدهم مندداً باعتقال محمد باقر الحكيم والآلاف من الشباب وصدور أحكام الإعدام بحقهم .

## بعض شهداء الإنتفاضة
- صاحب أبو كلل : تم إعدامه عام 1977 م من قبل النظام الحاكم وقد صدر حكم الإعدام عليه بتاريخ 24 فبراير 1977م
- عبد الامير الميالي : قُتل يوم 6 فبراير 1977 م/ 17 صفر 1397 هـ من قبل قوات الأمن في منطقة خان النص
- يوسف ستار الأسدي : تم إعدامه عام 1977 م من قِبل النظام الحاكم وقد صدر حكم الإعدام عليه بتاريخ 24 فبراير 1977م
- عبد الوهاب الطالقاني : تم قتله واقتلاع عينيه من قبل النظام الحاكم وقد صدر حكم الإعدام عليه بتاريخ 24 فبراير 1977م
- عباس عجينه : تم قتله في أحد المعتقلات بعد التعذيب عام 1977 م من قِبل النظام الحاكم وقد صدر حكم الإعدام عليه بتاريخ 24 فبراير 1977م
- كامل ناجي مالو : تم إعدامه من قبل النظام الحاكم بعد التعذيب وقد صدر حكم الإعدام عليه بتاريخ 24 فبراير 1977م
- محمد سعيد البلاغي : تم إعدامه من قبل النظام الحاكم عام 1977 م رغم أنه لم يبلغ السن القانوني المسموح به عند الإعدام وقد صدر حكم الإعدام عليه بتاريخ 24 فبراير 1977م
- غازي خوير : تم إعدامه عام 1977 م من قِبل النظام الحاكم وقد صدر حكم الإعدام عليه بتاريخ 24 فبراير 1977م
- جاسم الأيرواني : تم قتله في أحد السجون عام 1977 م من قِبل النظام الحاكم
- ناجح محمد كريم الأسدي : تم إعدامه عام 1977 م من قبل النظام الحاكم وقد صدر حكم الإعدام عليه بتاريخ 24 فبراير 1977م